# The Great Fusion
The Great Fusion è un videogioco di tipo avventura punta e clicca per i sistemi iOS, Android, Windows, macOS e Linux. Il gioco ricalca le tipiche avventure grafiche Lucasarts degli anni '90. L'interfaccia semplice, lo humor (che a volte cade nel volgare) e lo stile vintage ne decretano il successo con più di 100 000 mila download digitali.

## Trama
Anno 2012: Max Malowi, un illustre programmatore viene licenziato dalla ditta dove lavora pur avendo fatto un'importante scoperta scientifica, i capi dell'azienda dove danno la colpa alla crisi economica mondiale.
Anno 2022: Tempo presente, Le nazioni mondiali si fondono in un'unica grande corporazione e impongono molte restrizioni in ogni campo, ad esempio i cellulari non possono più montare fotocamere perché fare fotografie è proibito. Max l'eroe del gioco non ha più trovato lavoro e da dieci anni vive alla giornata facendo lavori saltuari, ma un episodio inaspettato cambierà la sua vita.

## Modalità di gioco
Il videogioco sfrutta al massimo il touchscreen, Max si dirigerà dove si fa un tap sullo schermo, dove si potrà interagire con un oggetto si aprirà un menù su schermo con le varie azioni disponibili sotto forma di icona: parlare, usare, spingere, ecc. L'inventario è a scorrimento sulla sinistra dello schermo e si può combinare gli oggetti raccolti semplicemente trascinandoli e sovrapponendoli. La storia non è molto lunga e si articola in due parti, gli enigmi sono quasi tutti semplici e non si impiegherà molto a finirlo. Nelle versioni per PC, i controlli vengono invece impartiti tramite il mouse. Il videogioco è localizzato in Italiano.

## Citazioni
I programmatori hanno inserito molte citazioni e personaggi di altre vecchie avventure grafiche e personaggi di film.
- Da Guerre stellari appare nell'invenzione di Max Leila.
- Nella stanza delle torture appare Grim Fandango.
- Sopra un mobile nel covo dei mafiosi si vede Tentacolo Viola da Maniac Mansion: Day of the Tentacle[5].
- Sulla spiaggia si interagisce con George Stobbart, qui chiamato George Escoba, da Broken Sword e sempre sulla stessa spiaggia Larry Laffer da Leisure Suit Larry.
- La ricetta del Grog è la stessa di Monkey Island.
- Nel cinema si trovano due personaggi palesemente ispirati a Woody Allen e Quentin Tarantino.
- Il videogioco Pong ha una parte rilevante in tutta l'avventura[5].
- Ad un certo punto si può vedere una foto di The Passenger, altro videogioco da Loading Home.

## Accoglienza
Joe Matar di Hardcore Droid recensì il gioco affermando che riusciva a rendere bene una delle sue caratteristiche più importanti, ovvero la storia. Anche se la traduzione a volte lo limitava, il titolo aveva un'atmosfera affascinante, cinica, profana e satirica ben gestita. Erano presenti numerose affermazioni sfacciate che deridevano con ipocrisia la legge sul copyright e Max era un personaggio divertente che si faceva strada in questa avventura con il minimo sforzo. Sebbene il gioco fosse poco impegnativo, garantiva comunque un ritmo decente mentre la folle trama scorreva rapidamente dal salvataggio dell'amico rapito al rapinare una banca per poi giungere alla vendetta. Inoltre, anche se la grafica non era molto originale e l'animazione era basica e discontinua, si mostrava comunque molto ben dettagliata e divertente, con il frequente uso di cutscene in stile fumetto. Anche la musica si prestava bene alla scene, anche non era niente di speciale. The Great Fusion non aggiungeva nulla di nuovo alla classica avventura grafica, ma compensava con la sua trama. Il fatto che si attenesse così strettamente a ciò che era stato stabilito dai titoli classici probabilmente avrebbe allontanato gli utenti che non avevano mai provato questo genere in passato. Al contrario, i veterani, se non si fossero scoraggiati dalla traduzione lacunosa e non avessero preso troppo sul serio il suo essere estremamente profano e satirico, potevano tranquillamente provare a dargli una possibilità.
Paul Devlin di Pocket Gamer sostenne che The Great Fusion cercava di compiere lo sforzo lodevole di rendere giustizia al genere delle avventure grafiche che era sottorappresentato su Android inserendo alcune gag. Il gioco però finiva per mostrare alcuni difetti tipici come la presenza di enigmi illogici, infiniti backtracking e dialoghi imprecisi e spesso mal tradotti. Max era un personaggio che camminava con un'andatura incurvata e barcollante che inizialmente era accattivante ma dopo poco diveniva irritante quando il giocatore doveva guidarlo attraverso la mappa per svariate volte. L'avventura era di breve durata e la sua storia strana era un po' incoerente, tuttavia tutto ciò veniva accompagnato da una veste grafica nitida e disegnata a mano che ricordava quella di Hector su iOS. I controlli erano ben rifiniti anche per il touchscreen, con elementi che mostravano i punti più importanti con cui interagire e delle icone che indicavano quando gli oggetti potevano essere usati o raccolti. Quando il giocatore si bloccava poteva ricorrere al telefono cellulare del protagonista che forniva dei suggerimenti utili a proseguire l'avventura, elemento che il recensore ritenne provvidenziale, ma che però lamentò per le sue grandi limitazioni. Devlin criticò il fatto che i personaggi con cui si interagiva non offrivano mai dei consigli ma solo frasi ripetute, così come Max che ripeteva sempre la stessa esclamazione ogni volta che provava a fare certi abbinamenti tra oggetti e persone. L'umorismo scatalogico e le imprecazioni fuori luogo sembravano fin troppo espressioni giovanili e incongrue, minando così gli obiettivi di un'avventura matura a cui sembrava mirare The Great Fusion. Assieme alla storia piuttosto sconclusionata e lenta, tali difetti offrivano un'avventura passabile che solo gli irriducibili del genere avrebbero giocato fino ad arrivare al finale deludente.
Il gioco ha superato i 100 000 mila download digitali sulla piattaforma Steam.